# Eigil Nielsen (Paläontologe)
Eigil Hans Aage Nielsen (* 16. August 1910 in Kopenhagen; † 8. Dezember 1968 in Gentofte) war ein dänischer Paläontologe. 
Nielsen besuchte die Sorø Akademi und studierte in Kopenhagen. 1935 wurde er promoviert. Er nahm an der Expedition von Lauge Koch nach Ostgrönland teil (Gebiet von Kap Stosch) und bearbeitete die gefundene Wirbeltierfauna des Devon (Amphibien, Fische). Dazu war er zu längeren Studienaufenthalten in Stockholm bei Erik Stensiö. Im Winter 1932/33 war er erneut in Grönland. Diesmal sammelte er Ammoniten und Fische des Perm und der Trias. 1936 war er wieder mit Koch in Grönland und 1939 mit Eigil Knuth und Ebbe Munck. Er wurde Kurator im Geologischen Museum in Kopenhagen. 1957 wurde er Professor für Paläontologie in Kopenhagen.
Weitere Grönland Expeditionen folgten 1946 und 1955 im Rahmen der Geologischen Landesaufnahme von Grönland (GGUS). 1950 war er zur Feldforschung im Himalaya und 1953 in Südafrika und Madagaskar. Anfang der 1960er Jahre forschte er in Thailand.
Er galt als Experte für fossile Fische aus der Trias.
Er war seit 1965 Mitglied der Königlich Dänischen Akademie der Wissenschaften.

## Schriften
- Some few preliminary remarks on Triassic Fishes from East Greenland. Meddelelser om Grønland 112 (3), 1936, S. 1–55.
- Studies on Triassic fishes from East Greenland 1. Glaucolepis and Boreosomus. Palaeozoologica Groenlandica 1, 1942, S. 1–403.
- Studies on Triassic fishes from East Greenland 2. Australosomus and Birgeria. Palaeozoologica Groenlandica 3, 1949, S. 1–309.
- A preliminary note on Bobasatrania groenlandica. Meddelelser fra Dansk Geologisk Förening 12 (12), 1952, S. 197–204.